# 世界卫生组织
世界衛生組織（英語：World Health Organization，縮寫為），中文簡稱为世衛組織或世衛，是联合国专门机构之一，為世界最大的政府間公共衛生組織，總部設於瑞士日內瓦。根據《世界卫生组织组织法》，世界衛生組織的宗旨是「使世界各地的人们盡可能獲得高水平的健康。」該組織給健康下的定義為“身體、精神及社會生活中的完美狀態”。世界衛生組織的主要職能包括：促進流行病和地方病的防治；提供和改進公共衛生，疾病醫療和有關事項的教學與訓練；推動確定生物製品的國際標準。截至2019年，世界衛生組織共有194個成員國。

## 組織
世界卫生组织是联合国可持续发展集团中的一員，其前身为隶属國際聯盟的卫生组织（英語：The Health Organization）。

### 世界卫生大会和执委会
世界卫生大会是世卫组织的最高权力机构，每年5月在日内瓦总部召开。主要任务是审议世界卫生组织总干事（英語：director-general）的工作报告、规划预算、接纳新会员国和讨论其他重要议题。
执行委员会是世界卫生大会的执行机构，负责执行大会的决议、政策和委托的任务，它由32位有资格的卫生领域的技术专家组成，每位成员均由其所在的成员国选派，由世界卫生大会批准，任期三年，每年改选三分之一。根据世界卫生组织的君子协定，联合国安理会5个常任理事国是必然的执委成员国，但席位第三年后轮空一年。
常设机构秘书处，下设非洲、美洲、欧洲、东地中海、东南亚、西太平洋6个地区办事处。
国际癌症研究机构是世界卫生组织下属的一个跨政府机构。
世卫组织于2015年8月启动了“国际应急医疗队”（Emergency Medical Teams, 简称EMT）的注册工作，这是其突发事件卫生应急管理改革的举措之一。国际应急医疗队参加国际医疗救援任务，为灾民提供公平均等的医疗服务。前称外国医疗队，转用“紧急医疗队”以反映对建立国家队和在邻国建立团队之间的联系的重视。截至2022年WHO轄下有兩支最高等級國際應急醫療隊，一支由以色列軍方成立，另一支為中國四川大學成立，平時接受擁有國與WHO雙重領導，type3級醫療隊必須隨時能空運至災難現場利用帳篷或當地建築成立醫學中心等級醫院，且獨立運作至少一個月每天能完成數百台手術，屬於機動醫院的最高水準。

### 区域办事处

世界衛生組織六個區域
非洲區域：總部設於剛果共和國首都布拉柴维尔
西太平洋區域：總部設於菲律賓首都馬尼拉
東地中海區域：總部設於埃及首都開羅
東南亞區域：總部設於印度首都新德里
歐洲區域：總部設於丹麥首都哥本哈根
美洲區域 泛美衛生組織：總部設於美國首都華盛頓特區

世界衛生組織在全球按地域設有六個区域办事处，分別如下：
| 区域         | 总部                                   | 备注 | 网站                        |
| ------------ | -------------------------------------- | --- | --------------------------- |
| 非洲區域     | 剛果共和國（刚果（布））首都布拉柴维尔 | 非洲區域包括了非洲大部份國家，除了被編入東地中海區域的埃及、蘇丹、突尼西亞、利比亞、吉布提、摩洛哥和索馬里。此有主權爭議的西撒哈拉地區亦因為沒有代表而未能加入。区域主任是博茨瓦纳国民丽贝卡·莫蒂（Matshidiso Moeti）博士（于2015年2月1日当选）。 | AFRO（页面存档备份，存于）  |
| 歐洲區域     | 丹麥首都哥本哈根                       | 歐洲區域包括所有歐洲國家（列支敦士登除外）、獨聯體國家、以及部分西亞國家。区域主任是匈牙利国民苏珊娜·贾克伯（Zsuzsanna Jakab）博士（于2010年1月19日当选）。 | EURO（页面存档备份，存于）  |
| 東南亞區域   | 印度首都新德里                         | 北韓被編入本區，與南韓不同。区域主任是泰国国民萨姆利（Samlee Plianbangchang）博士。 | SEARO（页面存档备份，存于） |
| 東地中海區域 | 埃及首都開羅                           | 東地中海地區包括了中東地區所有國家及未被包括在非洲地區的非洲國家。巴基斯坦属于本区。 | EMRO（页面存档备份，存于）  |
| 西太平洋区域 | 菲律賓首都馬尼拉                       | 西太平洋區包括亞洲所有在東南亞區及東地中海區以外的所有國家，以及大洋洲所有國家。與北韓不同的是，南韓屬於本區，而非東南亞區。在東南亞國家中，越南、老撾、柬埔寨和馬來西亞編入本區，但印尼、泰國和緬甸則編入東南亞區。香港和澳門在此區域委員會中有獨立的席位，可獨立發言及參與各種事務和活動，但沒有選舉和財政預算方面的投票權。西太平洋區現任區域主任為日本籍的葛西健博士。 | WPRO（页面存档备份，存于）  |
| 美洲區域     | 美國首都華盛頓特區                     | 美洲區域更為人所知的名字為泛美衛生組織。由於泛美衛生組織早於世界衛生組織成立，所以美洲區域是世衛六個區域中自主權最高的一個。 | AMRO（页面存档备份，存于）  |

### 资金来源和合作伙伴
世卫组织主要有两个资金来源：会员国缴纳评定会费（国家会费）和会员国及其他伙伴自愿捐款。
评定会费按一国国内生产总值的百分比（该百分比由联合国大会商定）计算。会员国每两年在世界卫生大会上批准一次。它们在总预算中所占的比例不到20%。
世卫组织资金的其余部分以自愿捐款的形式筹集，主要来自会员国以及其他联合国组织、政府间组织、慈善基金会、私营部门和其他来源。
| 捐款方                     | 收到资金（单位：百万美元） |
| -------------------------- | -------------------------- |
| 德国                       | 1268                       |
| 比尔和梅琳达·盖茨基金会    | 751                        |
| 美利坚合众国               | 693                        |
| 大不列颠及北爱尔兰联合王国 | 487                        |
| 欧盟委员会                 | 466                        |
| 全球疫苗免疫联盟           | 432                        |
| 日本                       | 218                        |
| 加拿大                     | 212                        |
| 國際扶輪                   | 174                        |
| COVID-19团结应对基金       | 171                        |
| 中国                       | 168                        |
| 挪威                       | 165                        |
| 沙特阿拉伯                 | 158                        |
| 联合国中央应急基金         | 152                        |
| 法国                       | 141                        |
| 世界银行                   | 132                        |
| 联合国开发计划署           | 103                        |
| 澳大利亚                   | 98                         |
| 瑞典                       | 96                         |
| 荷兰                       | 93                         |

1999年世卫组织与环球小姐组织签订慈善联盟，从此历届环球小姐出任世卫组织艾滋病防预官方发言人，为世卫组织进行普及防艾滋病知识，募集善款，对话国家官员为艾滋病防预工作拨款等实际工作。

### 會員國

世界衛生組織成員國在現在（2025年）有192名成員國，其中1名成員正試圖退出（美國），2名觀察成員國（巴勒斯坦、教廷），3受邀代表團（牙買加、中華民國、薩摩亞）

截至2024年，世界卫生组织共有194個會員國。除了列支敦士登外，其他192个聯合國會員國都加入了世界卫生组织，此外紐埃及庫克群島也是世卫组织成员国。世界卫生组织的成員國會派代表團參加世界卫生大会，是世界卫生组织的最高決策機構。所有聯合國的成員都有資格加入世界卫生组织，只要批准世界衛生組織憲法條約即為有完整權利的會員國，依世界卫生组织的章程：「其他國家只要提出申請，在世界卫生大会中過半數通過，即可成為世界卫生组织的會員國。」。
2020年5月30日，唐纳德·特朗普宣布美国将退出世界卫生组织；7月6日，美国正式通知联合国，将于一年后退出世卫组织。2021年1月20日，乔·拜登签署命令终止了退出计划。2025年1月20日，唐纳德·特朗普再次签署行政命令，宣布美国将退出世界卫生组织；1月22日，美国正式通知联合国，将于一年后退出世卫组织。2月5日，阿根廷總統哈維爾·米萊宣布將退出世界卫生组织，並在5月正式確認此決定。

#### 副会员
是指不具备主权和外交权的殖民地可以由负责其外交事务的会员国申请，成为它的副会员。二個副会员，分別是波多黎各及托克勞群島。

#### 觀察員
指一个政治實體提出会籍申请以后，在这个申请没有经过世界卫生组织的组织法、程序接纳之前，由世界卫生组织的总干事考虑工作实际需要，可以邀请这些提出申请的政治實體，作为世界卫生大会的观察员参加会议。世界卫生组织中的觀察員资格包括主權國家、準主權國家及非政府組織，沒有投票權及人事分配權，每年僅可參與一週的世界衛生大會，無法取得關於世衛的重要文件。
許多其他的政治實體以世界衛生大會觀察員的身份參與世界卫生组织，如巴勒斯坦就以阿拉伯国家联盟認可的「民族解放運動」身份，依《聯合國大會第3118號決議》成為觀察員，梵蒂岡和馬爾他騎士團也是觀察員，根據《聯合國大會2758號決議》及《世界衛生大會第25.1號決議》，中華人民共和國成为“中國”在世卫组织的唯一合法代表，中华民国代表相应退出世卫组织。2009年至2016年间，中华民国曾以「中華台北」（英語：Chinese Taipei）名义受邀成為觀察員。然而自蔡英文政府上任後的第二年（2017年）起，中华人民共和国指其不接受九二共識為由反对中华台北参与，導致中华民国皆未獲邀請。
聯合國的觀察組織紅十字國際委員會及紅十字會與紅新月會國際聯合會也和世界卫生组织有官方關係，為觀察員。在世界卫生大会中，其座位和其他非營利組織在一起。

### 歷任總幹事
世界衛生組織首長的官方中文名稱為「總幹事」，漢語圈依各地用語的非世衛官方翻譯有「秘書長」或「幹事長」（臺灣官方譯稱）。
| 屆   | 姓名                                  | 來自國家／地區 | 任期                                     |
| ---- | ------------------------------------- | -------------- | ---------------------------------------- |
| 1    | 布羅克·奇澤姆                         | 加拿大         | 1948年－1953年                           |
| 2    | 馬戈林諾·戈梅斯·坎道                  | 巴西           | 1953年－1973年                           |
| 3    | 哈夫丹·馬勒                           | 丹麦           | 1973年－1988年                           |
| 4    | 中島宏                                | 日本           | 1988年－1998年                           |
| 5    | 布倫特蘭夫人（Gro Harlem Brundtland） | 挪威           | 1998年－2003年                           |
| 6    | 李鍾郁                                |                | 2003年1月28日－2006年5月22日（任內病逝） |
| 代理 | 安德斯·努德斯特倫                     | 瑞典           | 2006年5月22日－2007年1月4日              |
| 7    | 陳馮富珍                              | 香港           | 2007年1月5日－2017年6月30日              |
| 8    | 譚德塞（Tedros Adhanom Ghebreyesus）  | 衣索比亞       | 2017年7月1日－                           |

## 發展

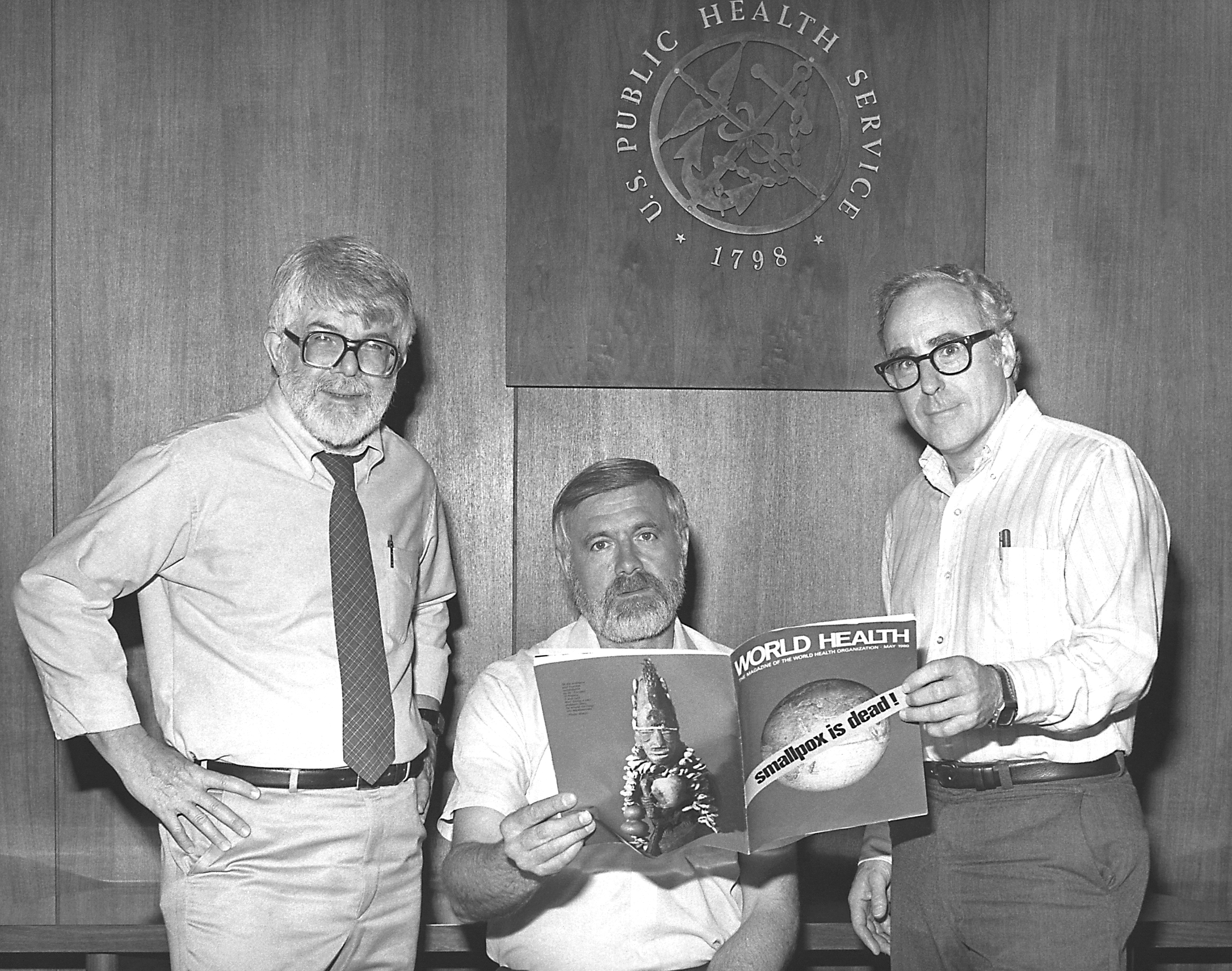
三位世界衛生組織全球撲滅天花計劃的主導者正在宣讀已於1980年成功撲滅天花的消息

### 目標与成效
為響應聯合國的千年發展目標，世界衛生組織將致力執行以下事項：
1. 消滅極端貧窮和飢餓
2. 降低兒童死亡率
3. 改善孕婦健康
4. 與愛滋病毒/愛滋病、瘧疾和其他疾病做對抗
5. 確保環境的可持續能力
6. 建立有助於促進發展的全球夥伴關係

在2015年5月，世界衛生組織發佈了目前達成情形：
- 在全球，五岁以下儿童死亡人数从1990年的1270万减少到2013年的630万。
- 在发展中国家，五岁以下儿童体重过轻的比率从1990年的28%下降到2013年的17%。
- 在2001年至2013年期间，全球艾滋病毒感染新病例减少了38%。
- 现有结核病例数以及艾滋病毒阴性结核病例死亡人数均在下降。
- 2010年，全世界已经实现了用获得经过改良的饮用水源这一替代指标进行衡量的关于获得安全饮水用问题的联合国千年发展目标具体目标，但还需要作出更大的努力以实现环境卫生方面的具体目标[34]。

### 传染病防治领域贡献
经过数年的与天花的战斗，世界卫生组织在1979年宣布这种病毒已经绝迹了。针对疟疾和血吸虫病的疫苗的开发也接近成功。现在它正在致力于在今后的几年内根除小儿麻痹症。
2003年SARS肆虐，世界卫生组织给予中国很大的支持，并且领导督促各国政府防治嚴重急性呼吸道症候群，避免其再度爆发。
世界衛生組織在2014年5月宣佈脊髓灰質炎的傳播為全球性的衛生突發事件，在亞洲、非洲及中東的擴散情形是特殊的。2016年統計，脊髓灰質炎病例已經剩37例，相較於1988年的35萬例，減少了99%。
- 在2000年到2016年期間，愛滋病的新感染下降了39％，因愛滋病造成的相關死亡減少了1/3。同時間所使用的抗逆轉錄病毒藥物的治療使約1310萬人得救[38]。

世界衛生組織規劃，預計在2018年完成對脊髓灰質炎的最後戰略計畫，在地球消滅這項疾病。
世界衛生組織規劃將於2030年消滅肝炎、狂犬病、結核病以及愛滋病。並計畫2030年大幅減少瘧疾的發病數、致死數。

### 事件
- 國際關注的突發公共衛生事件

## 爭議

### 和國際原子能總署的關係

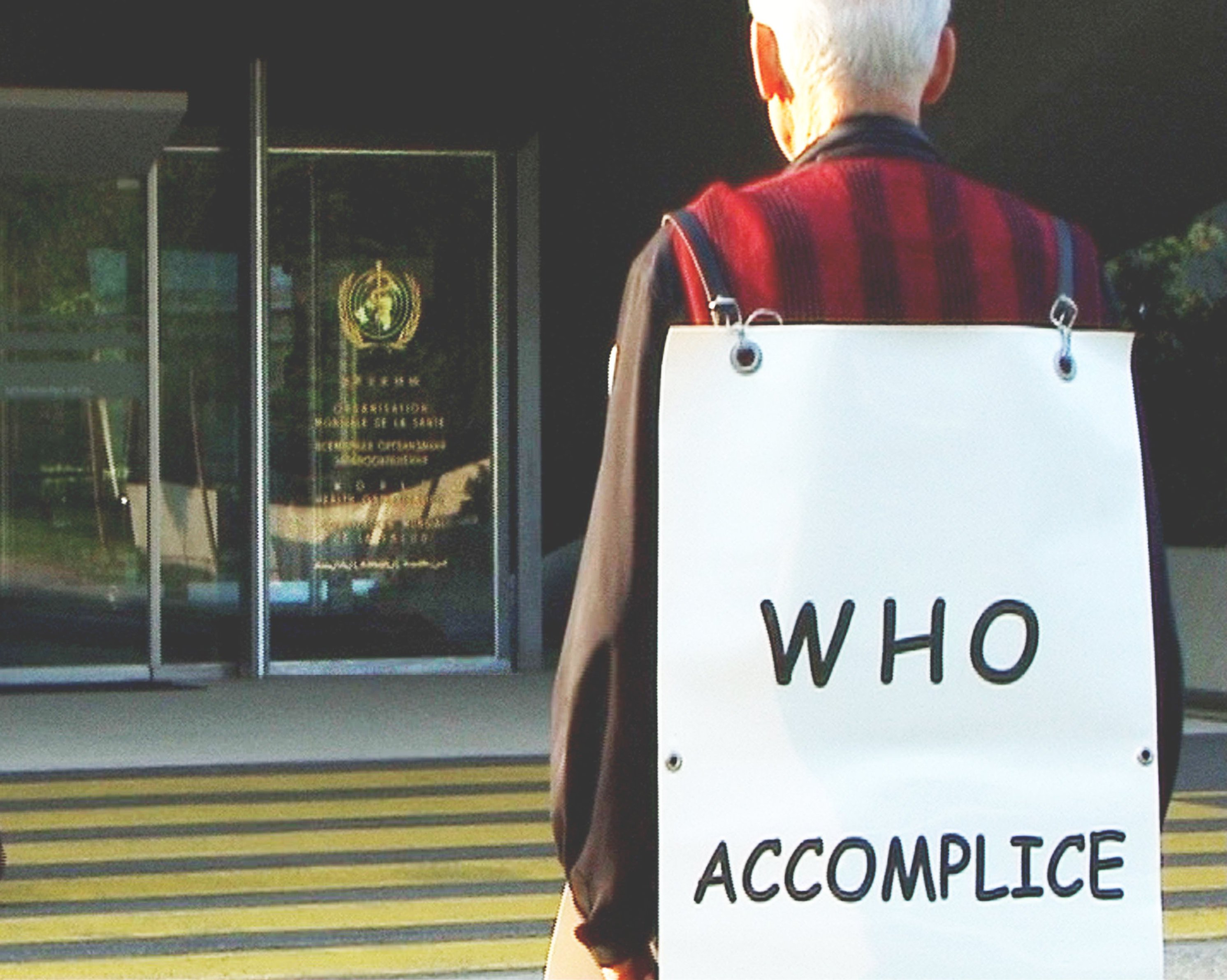
在切尔诺贝利日在世界卫生组织附近的抗議

世界卫生组织在1959年和國際原子能總署簽署了WHA 12-40協議。協議中提到世界卫生组织認知到國際原子能總署在推動和平核能使用的責任，不會影響世界卫生组织在促進卫生的角色。不過後面的詞句中提到「若任何一方建議發起計劃或活動，其主題是（可能）對另一組織有重大相關的，建議的組織需諮詢另一方，達成共同協議。」。由於此協議的本質，一些壓力團體（包括歐洲婦女共同未來展望組織）認為世界卫生组织在研究核能造成的急性輻射綜合症或是研究像切尔诺贝利核事故及福島第一核電廠事故等核能事故的後續影響時會受到此協議的限制。他們認為世界卫生组织必須設法恢復在類似議題上「獨立」的地位。

### 美国与世界卫生组织关系
2019冠状病毒病疫情在美国爆发后，川普多次批评世界卫生组织。川普在2020年4月14日宣布冻结对世卫的金援，认为世卫处理2019冠状病毒疫情扩散一事上严重失职，并声称世卫被中国把持，于同年5月18日致函给世卫秘书长谭德塞要求世卫在30天内完成改革否则退出。同年5月29日，川普宣布美国将“终止”其与世界卫生组织的关系。拜登政府上台后又重新恢复与世界卫生组织的关系 。2025年1月20日，川普签署行政命令，美国再次退出世界卫生组织。

### 2013－2016年伊波拉病毒疫情爆發和改革努力
2014年，伊波拉病毒在西非大量散播、在全球造成4500人死亡（截至2016年約有1萬人死亡）。美聯社取得的報告認為，指西非人員的能力、資訊、認識不足，加上官僚主義作祟，使日內瓦總部無法在第一時間全盤掌握西非狀況，反應過慢，錯失控制疫情的先機。
世衛組織關於伊波拉疫情的內部報告指出，發展中國家衛生系統的資金不足和缺乏“核心能力”是現有系統的主要弱點。 在2015年度的世界衛生大會上，總幹事陳馮富珍宣佈設立$1億美元的應急基金，以快速應對未來的緊急情況，到2016年4月已收到2,690萬美元（用於2017年撥款）。 世衛組織已在其2016-17年緊急衛生計劃中追加了4.94億美元的預算，到2016年4月已收到1.4億美元。
該計劃旨在重建世衛組織採取直接行動的能力，批評者說，由於過去10年的預算削減，該組織已經喪失了採取直接行動的能力，仅剩下有諮詢作用，使該組織只能依靠會員國開展實地活動。 相比之下，發達國家在2013-2016年伊波拉疫情和2015-16年度寨卡疫情流行（Zika epidemic）上已花費了數十億美元。
2017年5月22日，總幹事陳馮富珍在WHO告別演說時也承認犯錯，不過也指出後來世界衛生組織快速控制疫情、研發出世界第一支伊波拉疫苗。

### 出差費用遠遠超過公共衛生項目費用
美聯社在2017年5月報道，自從陳馮富珍於2006年11月起出任世界衞生組織總幹事，世衛的出差費用便大增，每年平均出差費用超過2億美元，但世衛用於主要公共衞生項目的費用，如在2016年用於控制愛滋病和肝炎的開支僅有7,100萬美元，瘧疾項目只有6,100萬美元，肺結核項目也只得5,900萬美元，顯示世衛的出差費用遠遠超過公共衛生項目費用。
世界衛生組織在2016年舉行的大會上，陳馮富珍稱世衛組織正面對資金短缺，用於愛滋病工作的資金在去年便要減少50%，更稱若沒有進一步的捐款，部份計劃會因資金不足而得不到充份實施。然而，陳馮富珍在2017年5月就伊波拉疫情訪問幾內亞，她入住幾內亞首都科納克里五星級酒店的最大型總統套房，每晚房租1,008美元；而在西非發生伊波拉疫情期間，陳馮富珍在一年間的出差費用便要37萬美元，她乘飛機要坐頭等艙，而其下屬布魯斯·艾爾沃德在同期更花費40萬美元，他往來當地診所不坐吉普車，而是選乘直升機。相較之下，其他國際組織如無國界醫生，都有明確禁止職員出差乘坐商務客位，即使是主席出差也只能乘坐經濟客位。
世界衛生組織在2015年9月的一次內部會議中，世衛組織財務主管傑福瑞茲（Nick Jeffreys）說：「只要跟出差有關，我不太相信大家能做出正確的決定。」總幹事辦公室主任史密斯（Ian Smith）也表示，世衛組織審計委員會的主席曾說過，組織對於遏止不當行為，作為不多。史密斯稱「雖然我們作為一個組織運作，但規定總是被打破，例外則變得像規定一樣常態。」世衛7000多名職員在2018年的出差費用達1.8億美元，比購置醫療用品及裝備的費用超出一倍。

## 组织总部
该组织的所在地为瑞士日内瓦。它由瑞士建筑师让·楚米设计，于1966年落成。2017年，该组织发起了一场国际竞赛，以重新设计和扩建其总部。

### 早期视图

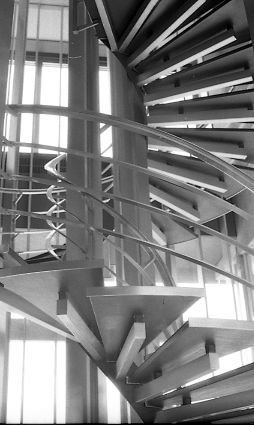
楼梯井，1969年
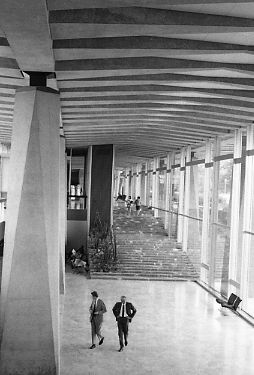
内部庭院，1969年
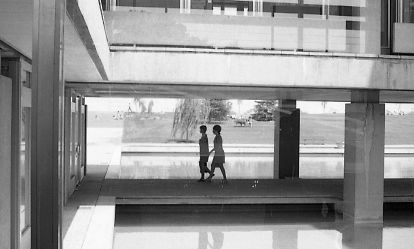
倒影池，1969年
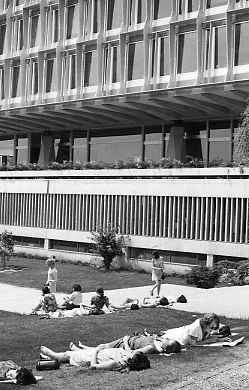
建筑表面，1969年

### 2013年视图

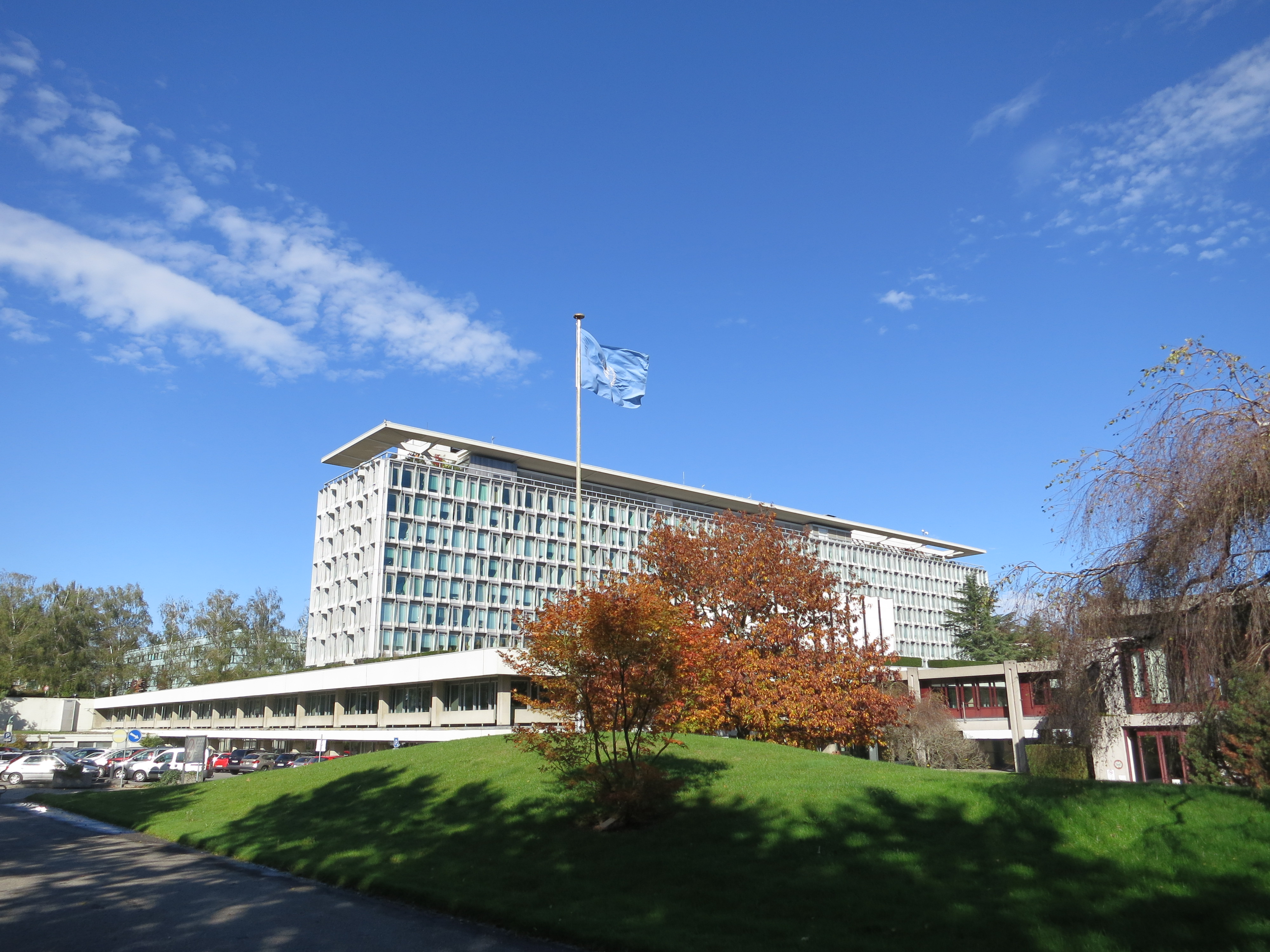
西南方向
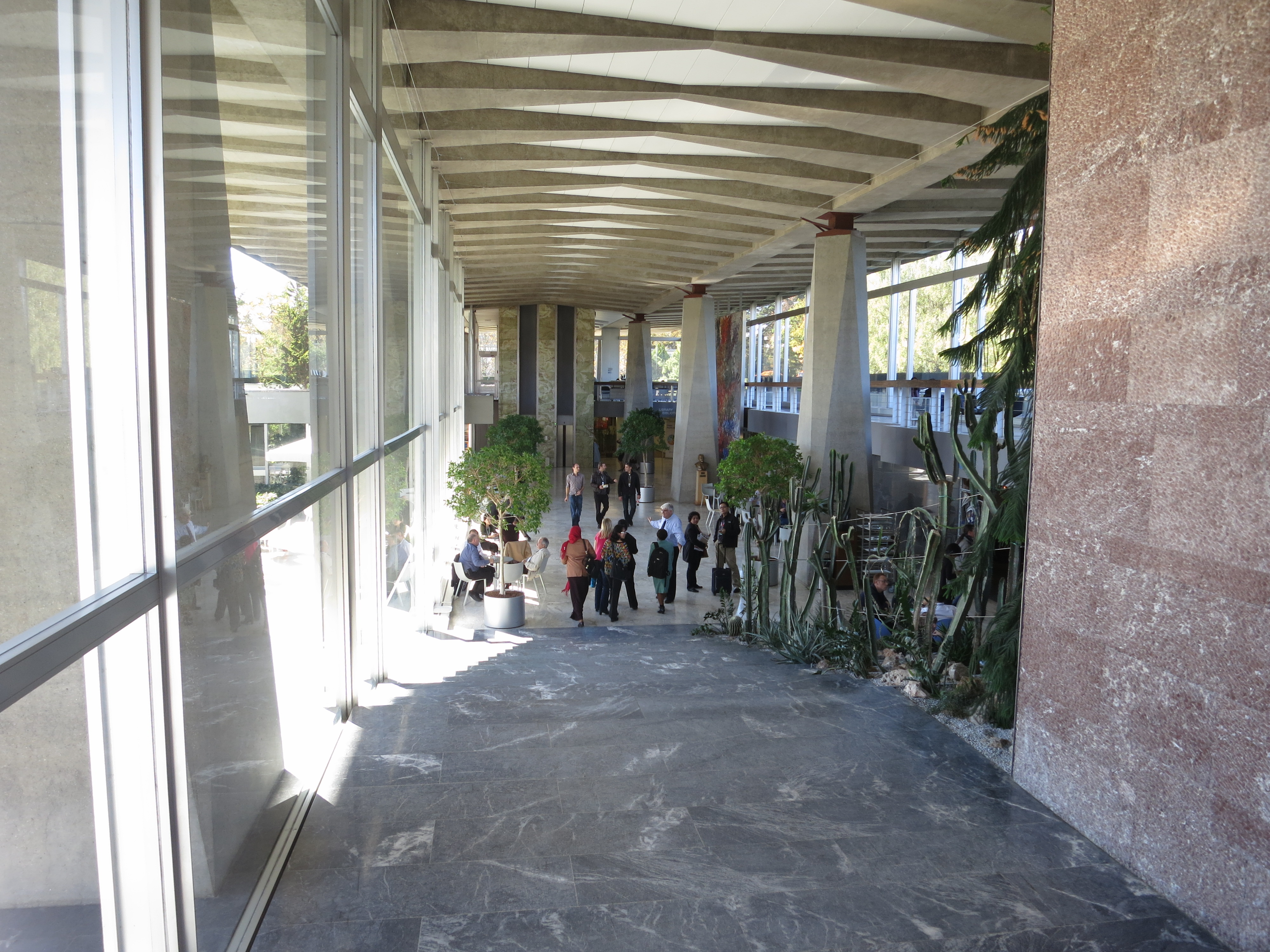
门厅
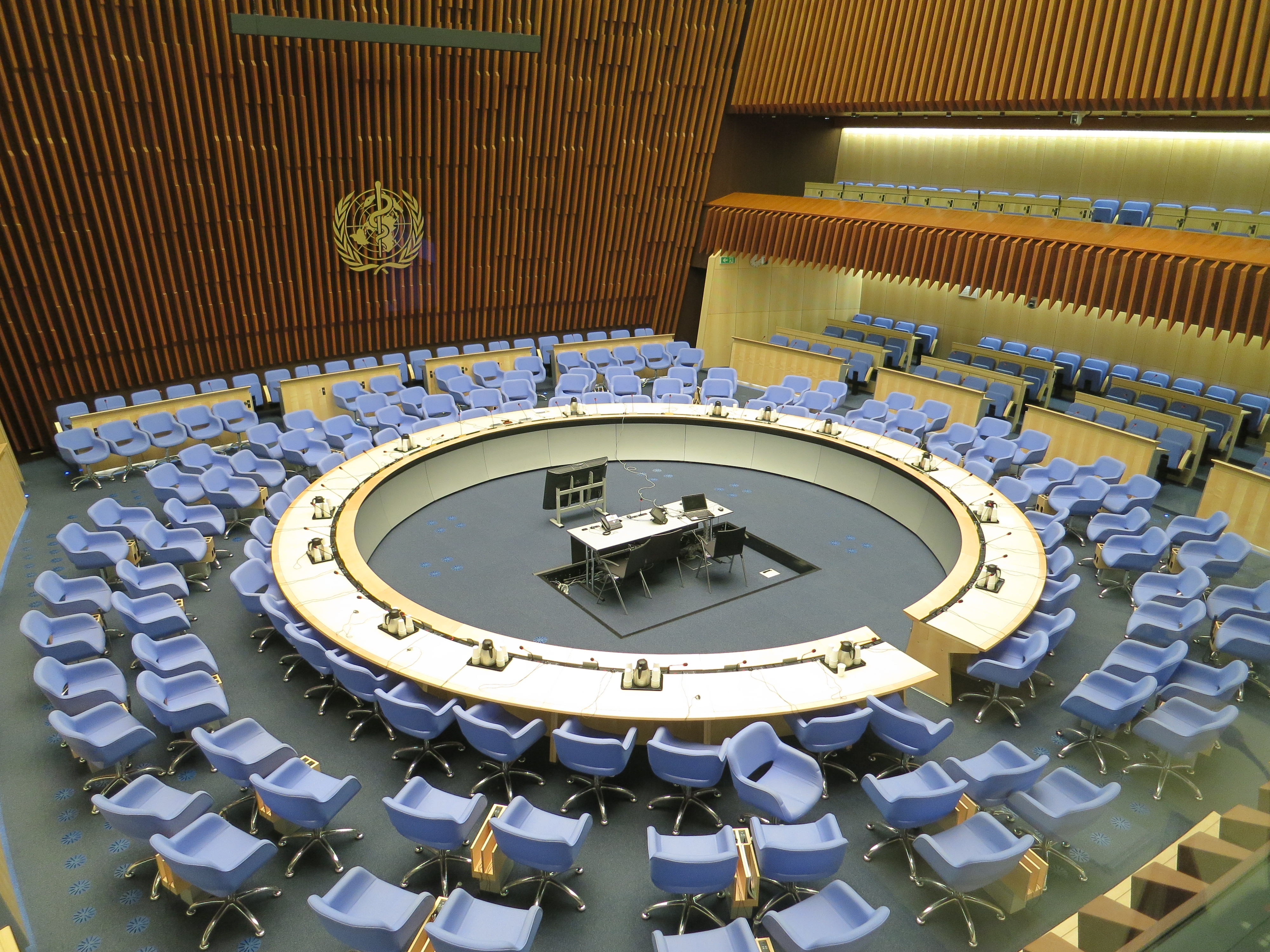
主会场